# Peter P. Lundh

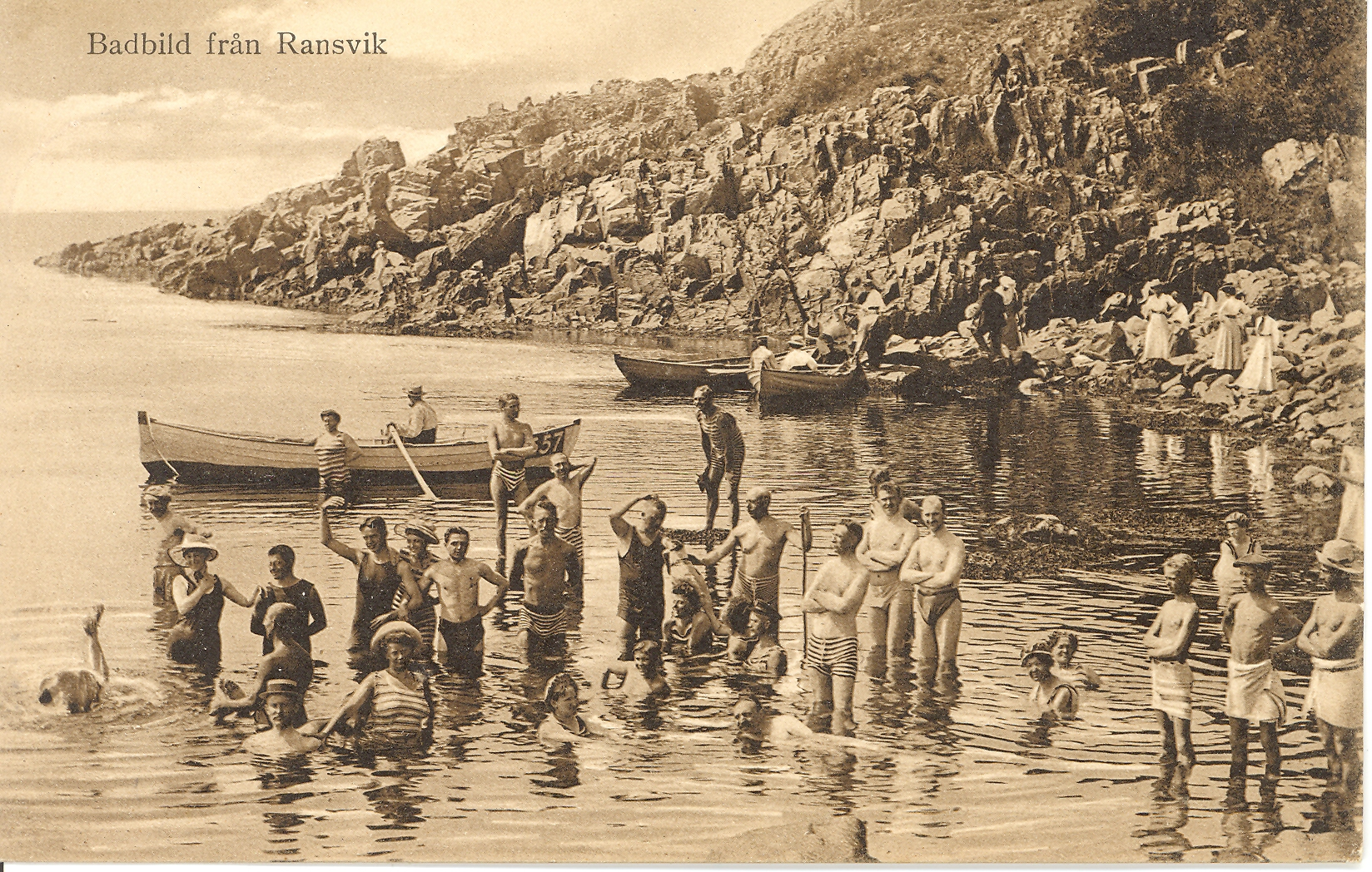
Badliv i Ransvik, Mölle, c:a 1910. Foto: Peter P. Lundh.

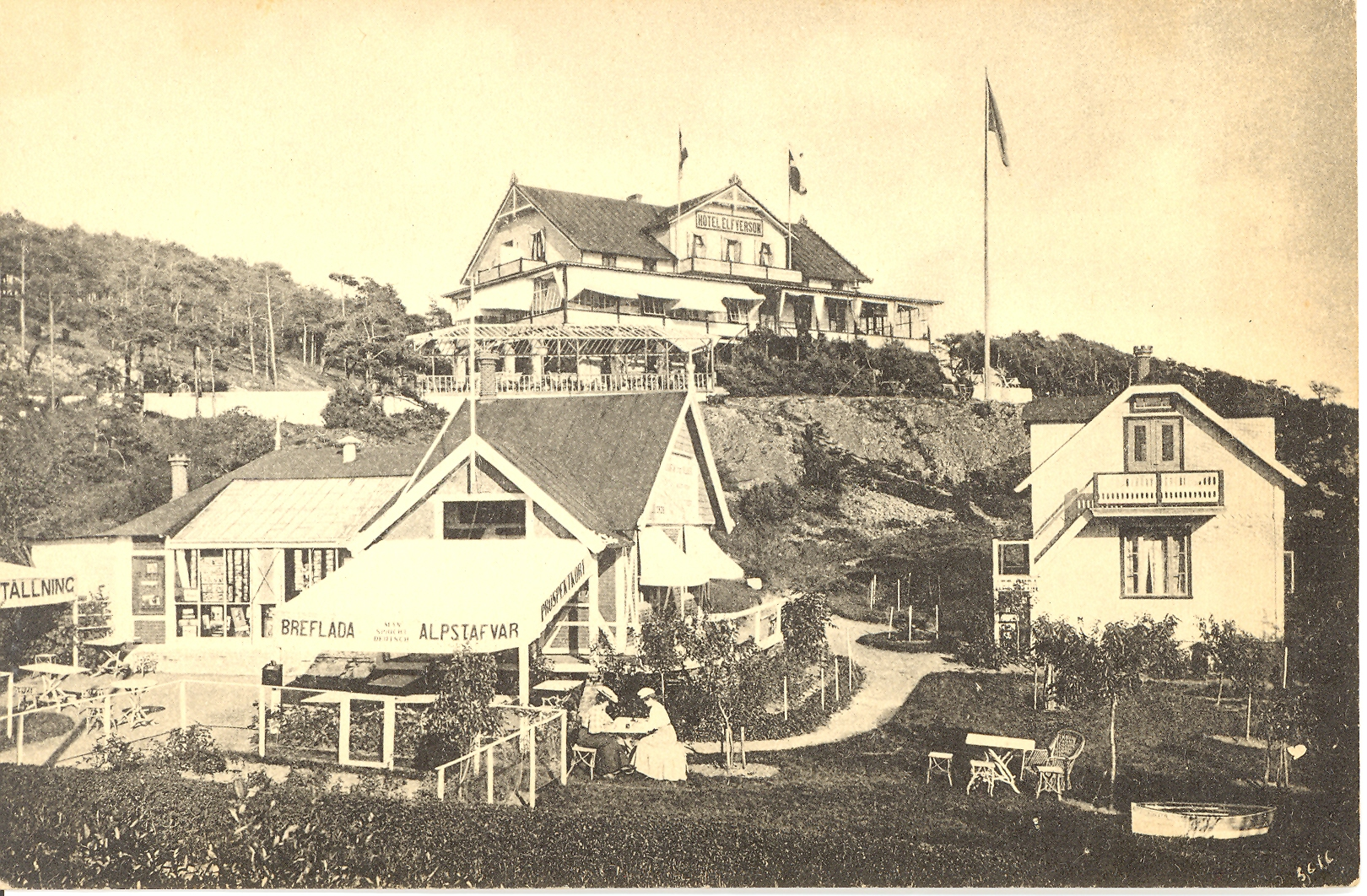
Lundhs turistmagasin i Mölle. Hotel Elfverson i bakgrunden. C:a 1905.

Peter P Lundh, född 14 april 1865 i Skättekärr utanför Nyhamnsläge, död 1 oktober 1943 i Höganäs, var en svensk fotograf.
Lundh fick sin utbildning hos Rudolf Pettersson i Höganäs men studerade sedan vidare i Odense, Salzburg och Paris.
År 1886 öppnade han en ateljé i Skättekärr och 1892 även en ateljé i Höganäs. Därefter tillkom en filial i Mölle 1894 och år 1907 även en i Arild. Han är mest känd för sina badbilder av gemensamhetsbadet i Ransvik, där han hade ensamrätt från baron Gyllenstierna på Krapperups slott. Badbilderna är tagna under perioden 1907-1914, de flesta efter 1910. Allmän kritik mot badbilderna gjorde att all fotografering förbjöds efter 1914. Lundhs motiv omfattade, förutom badbilder, även naturmotiv, byggnader och person- och familjeporträtt.
Lundh gav även ut skrifter på eget förlag, till exempel Bilder från Kullen (1901) – den första turistboken om Kullen, Vägvisare över Kullen – Vägledning till 15 turer samt orienteringskarta (1910) och Karta över Kullen samt 57 bilder från Mölle Arild. Dessa skrifter, liksom många andra ting avsedda för besökare, såldes i Lundhs eget turistmagasin, beläget vid Kullabergsvägen nedanför Hotel Elfverson. Huset är numera privatbostad.
Lundhs arkiv om 5000 glasplåtar skänktes till Höganäs museum av hans efterlevande. Ett Peter P Lundh-rum med bilder, vykort, kameror m. m. finns iordningställt på museets andra våning. För en större publik blev bilderna kända genom boken ”Vad gjorde farfar i Mölle?” (1967). 2013 utgav Höganäs Bokhandel&Förlag i samarbete med Höganäs museum en bok med Lundhs bilder (inledande essä och bildtexter av Caroline Ranby): Kongl. hoffotograf Peter P. Lundh. ”Det bästa ljus och nutidens bästa instrumenter”.
Peter P Lundh, som var hovfotograf, var far till fotografen Gunnar Lundh.

### Webbkällor
- Helsingborgs Dagblad 6/8 2013 http://hd.se/kultur/boken/2013/08/06/med-farfars-far-i-molle/
- Kullaliv https://web.archive.org/web/20130921054124/http://www.kullaliv.se/fotografisk-allkonstnar-vacks-till-liv-i-ny-bok/
- Hovfotograf som tog unika bilder Helsingborgs Dagblad 31/7 2006
- Höganäs fotoarkiv, sök på ”Peter Lundh”
- Demografisk Databas Södra Sverige